# Sárgahasú menyét
A sárgahasú menyét (Mustela kathiah) a menyétfélék családjába tartozó, Délkelet-Ázsiában honos ragadozó kisemlős.

## Megjelenése

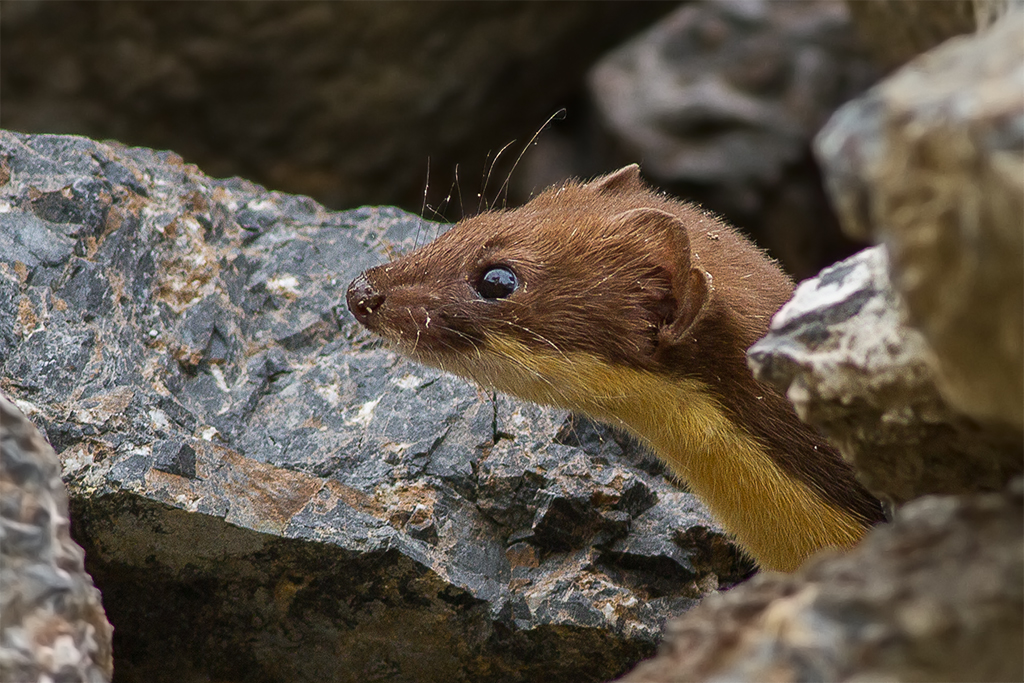

A sárgahasú menyét átlagos súlya 1,56 kg (a hímek jellemzően nagyobbak), testhossza 25-27 cm, amihez még 12,5-15 cm-es farka is járul. Testalkata, megnyúlt, karcsú. Feje kicsi, háromszögletű, orra hegyes, fülei kicsik és kerekek. Bundája egész testén egyenletesen sötétbarna vagy gesztenyebarna, a hasa viszont sárgás. Szőrzete nyáron inkább vörösbarnás, télen barna. Felső ajka, álla és torka világosabb sárgásfehér színű. Lábai rövidek, mindegyik lábfején öt-öt ujjal, végükön erős karommal, amely egyaránt alkalmas a famászásra, ásásra vagy a zsákmány megragadására. Talppárnái jól fejlettek, kiemelkednek a lábfej szőrzetéből. Fogazata ragadozó mivoltára utal, szemfogai jól fejlettek és hegyesek. Látása, hallása és szaglása egyaránt kiváló.
Két alfaja ismert, a M. kathiah caporiaccoi és a M. kathiah kathiah.

## Előfordulása
Délkelet-Ázsiában honos: Dél-Kínában, az Indokínai-félszigeten és a Himalája déli előhegyeiben. 

## Életmódja
Jellemzően a hegyvidéki (1000 m fölötti) örökzöld erdők, bozótosok, rétek lakója. Nyáron az erdőhatár fölé, akár 4000 méterig is elmerészkedik, míg télen lejjebb húzódik. 
Éjszaka aktív. Magányosan él, territóriumának határait végbélnyílása melletti illatmirigyeinek váladékával jelöli meg. Ragadozó, különféle rágcsálókkal, kisemlősökkel, kisebb madarakkal táplálkozik. Karcsú testalkata miatt követni tudja a rágcsálókat az odújukba. Ha teheti, testsúlyának megfelelő mennyiségű zsákmányt is elfogyaszt egy nap. Télen hosszabb időre álomba merül, hogy csökkentse energiafogyasztását, de valódi téli álmot (hibernáció) nem alszik.   
Szaporodásának részletei nem ismertek, feltehetően közeli rokonához a hermelinhez hasonlít ezen a téren. A nőstény kb. egy hónapos vemhesség után a földbe vagy sziklák, kidőlt fatörzsek alá ásott kotorékában hozzá világra 4-8 utódját. Az újszülött kölykök vakok és tehetetlenek, de gyorsan gyarapodnak és 8-10 hetesen már elkísérik anyjukat vadászni.    
Élettartama nem ismert, de a hasonló méretű menyétfélék fogságban 8-9 évig élnek. 
Nepálban szelíd menyéteket tartottak a házakban a rágcsálók fékentartására, sőt szórakozásból nagyobb állatokra, kecskére, birkára, ludakra uszították őket.